# Andrzej Sanguszko
Andrzej Sanguszko (po 1553-1591) – syn Hrihorego i Nastazji Hornostaj (zm. przed 1563). Ożenił się z Zofią z Sapiehów (zm. po 1592), z którą miał  ur. po 1570 syna Samuela Szymona Lubartowicza (zm. 1638) i córkę Helenę.